# Баллестреро, Анастасио Альберто
Анастасио Альберто Баллестреро (итал. Anastasio Alberto Ballestrero; 3 октября 1913, Генуя, Королевство Италия — 21 июня 1998, Магра, Специя, Италия) — итальянский кардинал, босой кармелит. Архиепископ Бари с 21 декабря 1973 по 1 августа 1977. Архиепископ Турина с 1 августа 1977 по 31 января 1989. Кардинал-священник с титулом церкви Санта-Мария-сопра-Минерва с 30 июня 1979.
Участвовал в работе Второго Ватиканского собора.